# Муравьиная матка

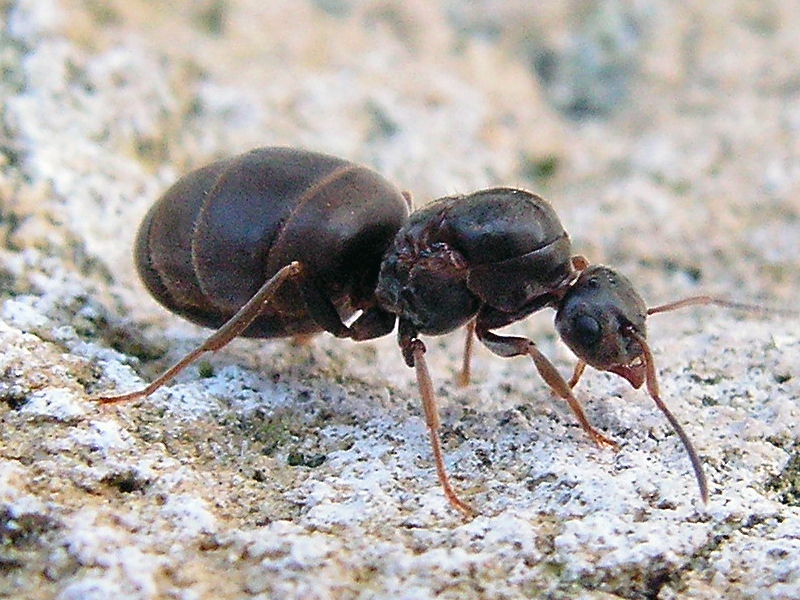
Муравьиная матка чёрного садового муравья Lasius niger

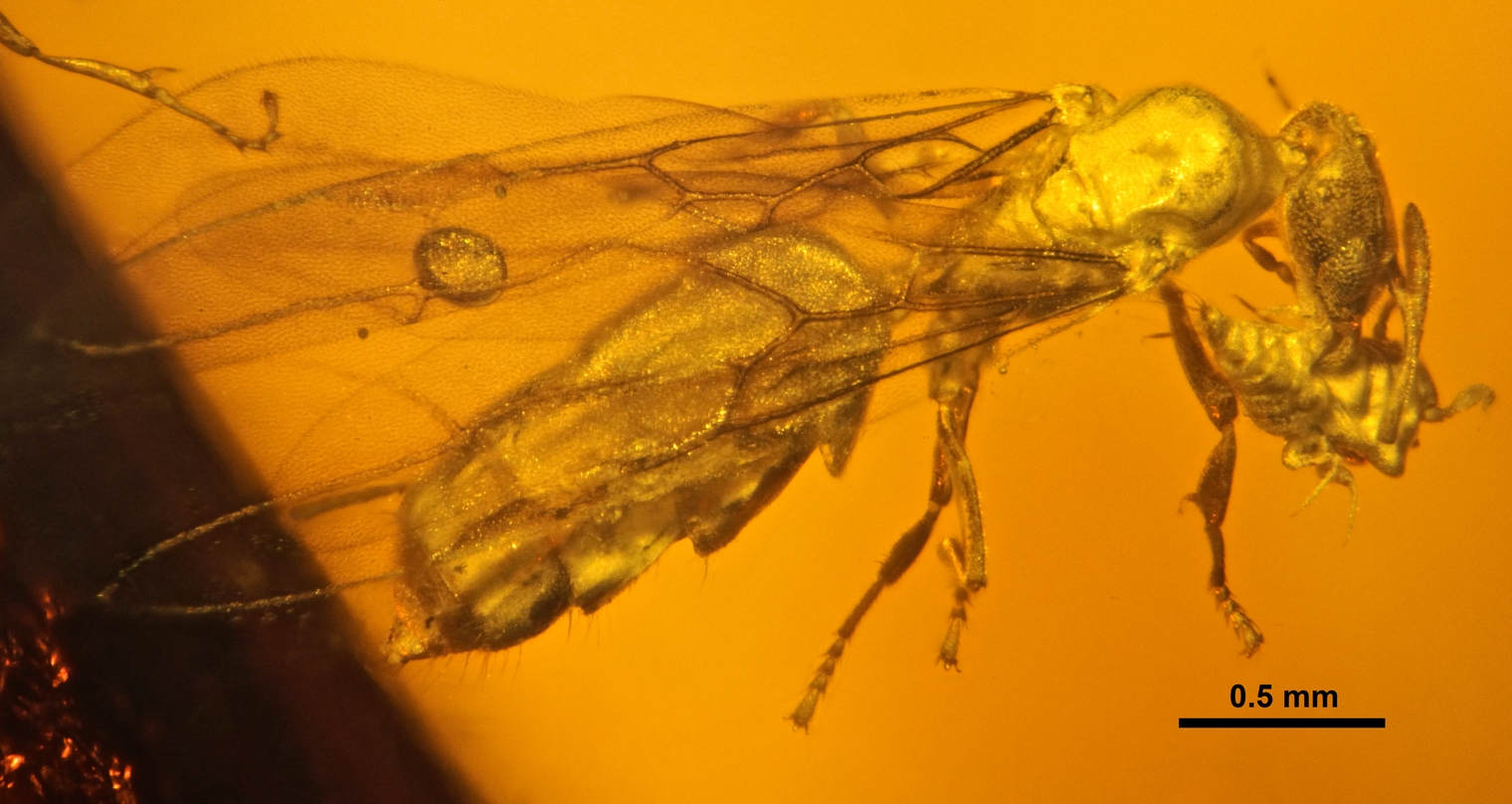
Крылатая самка ископаемого муравья Acropyga glaesaria с мирмекофильным червецом Electromyrmococcus inclusus в челюстях (в кусочке доминиканского янтаря)

Муравьи́ная ма́тка, короле́ва, или цари́ца — яйцекладущая самка муравьёв. Муравьиная семья содержит одну (моногиния) репродуктивную самку или несколько откладывающих яйца самок (полигиния), в зависимости от видовой принадлежности и размера семьи. Рабочие особи также являются самками, но обычно не могут откладывать яйца. Однако у некоторых видов встречаются семьи без маток. Семьи тех видов (как правило, примитивных), у которых изначально нет королевы, называются гамэргатными, а рабочих, выполняющих роль матки и откладывающих яйца, называют гамэргаты (например, у Diacamma, Harpegnathos saltator).

## Описание
Самки, как правило, крупнее рабочих, а также отличаются от них строением груди и наличием крыльев. После «брачного полёта» и оплодотворения они сами себе обламывают крылья, чтобы основать новую семью, или остаться в материнской колонии. К крупнейшим муравьям на Земле относят маток (королев) рода кочевников Dorylus, которые в оседлую фазу в момент созревания яиц имеют сильно увеличенное брюшко и общую длину до 5 см (Dorylus wilverthi).
Для большинства видов муравьёв характерно, что царицы и рабочие (диплоидные особи) развиваются из оплодотворённых яиц — у них имеется два набора хромосом, полученных от сперматозоида и яйцеклетки. Самцы гаплоидны. Муравьи некоторых видов способны размножаться путём партеногенеза, при котором самки появляются из неоплодотворённых яиц, а у вида Mycocepurus smithii все особи женского пола.
Спаривание происходит только один раз во время «брачного полёта» с самцами. Самка получает при этом запас спермы самца, расходуемый постепенно на протяжении всей её жизни. Продолжительность жизни муравьиных маток очень велика, она может составлять до 12—20 лет, в зависимости от вида. Муравьиные королевы живут в несколько раз дольше, чем большинство одиночных насекомых аналогичного размера.
Рекордный показатель для муравьёв и социальных насекомых равен 28 годам для матки Lasius niger, которую содержали в лабораторном гнезде.
В зрелых муравейниках матки большинства видов прячутся в недрах гнезда и при первой же опасности убегают. Однако у некоторых видов самки занимаются сбором пищи, покидая гнездо. В молодых растущих гнёздах матки остаются в гнезде, поддерживая собственное существование и выращивая первых рабочих за счёт жировых запасов и подвергающихся гистолизу мышц крыльев. Царица кормит личинок специальным слюнным секретом и/или особыми «кормовыми» яйцами. Количество доступного корма сначала весьма ограничено, поэтому между числом и размером первых рабочих ищется компромисс — все они, как правило, мелкие или даже карликовые.
У некоторых муравьёв наблюдается сходство с роением у медоносных пчёл. В определённое время одна из королев со «свитой» покидает семью и переселяется на новое место, создавая там новую колонию (почкование колоний).
Учёные выявили наличие двух супергенов, увеличивающих количество маток в колонии и контролирующих их размер. У некоторых видов муравьёв в популяции присутствуют дополнительные миниатюрные королевы. Исследователи предполагают, что они могут быть социальными паразитами — социальными насекомыми, использующими других социальных насекомых.

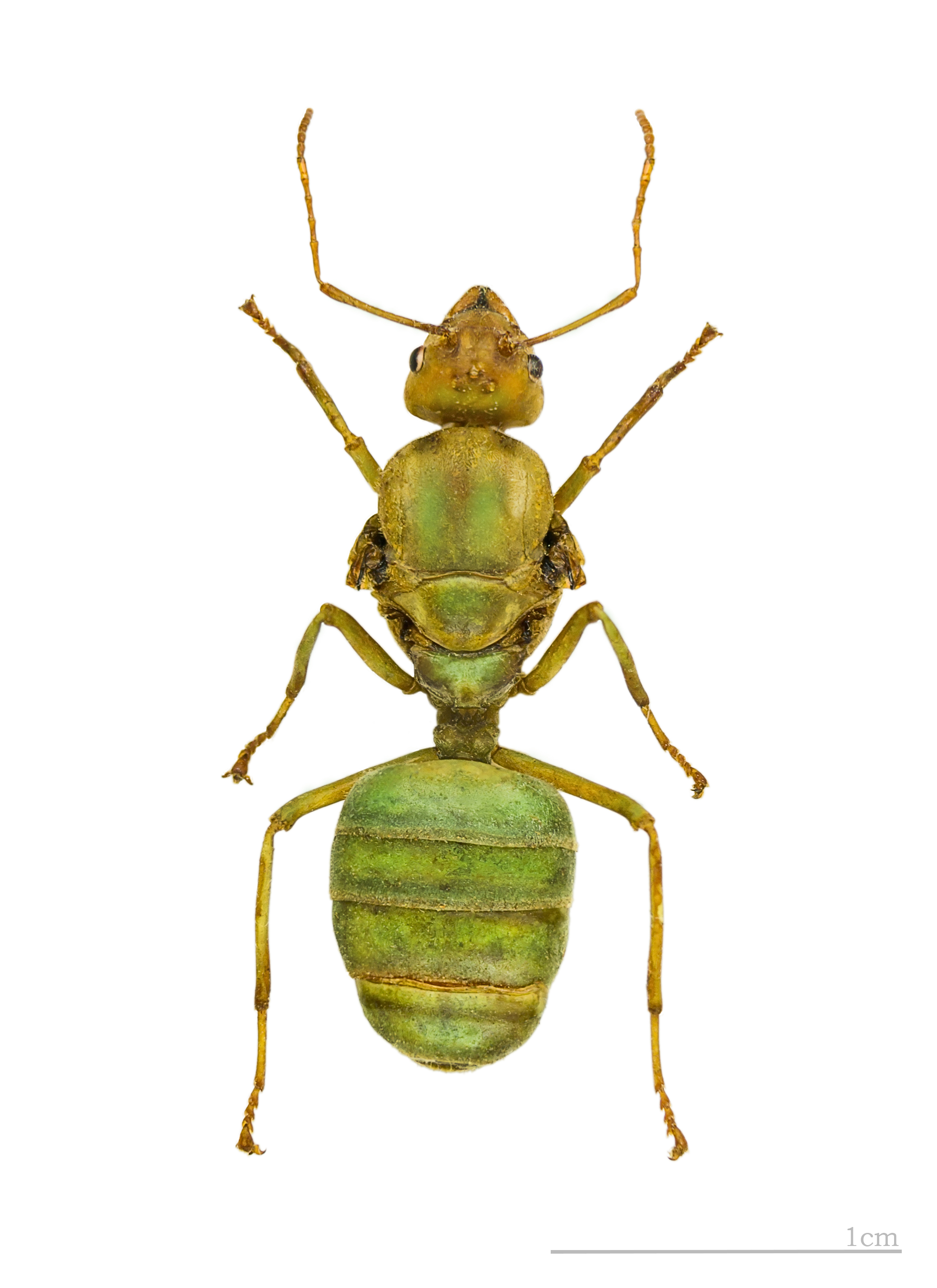
Матка муравья-ткача Oecophylla smaragdina
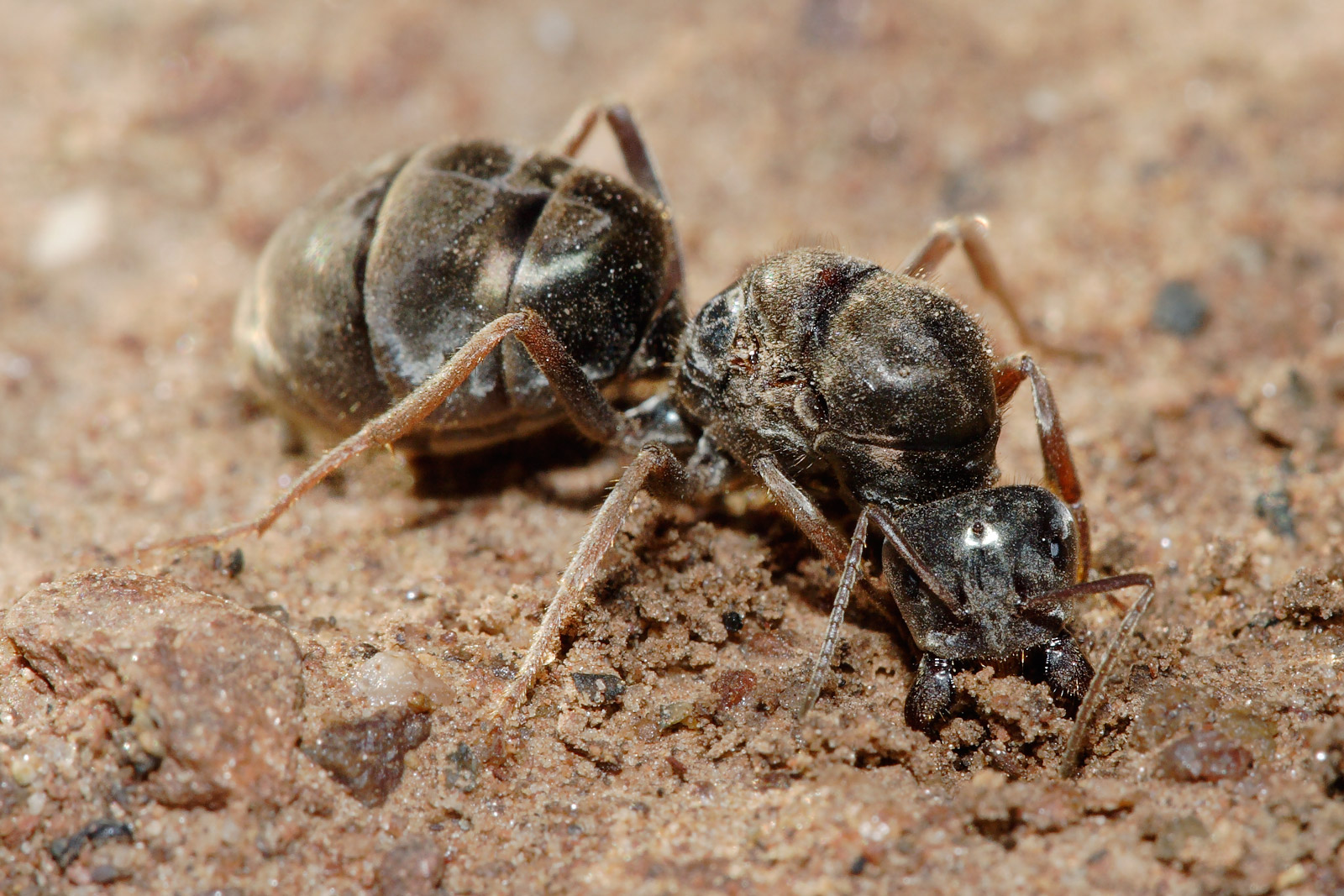
Муравьиная царица Iridomyrmex purpureus роет нору, основывая новую семью
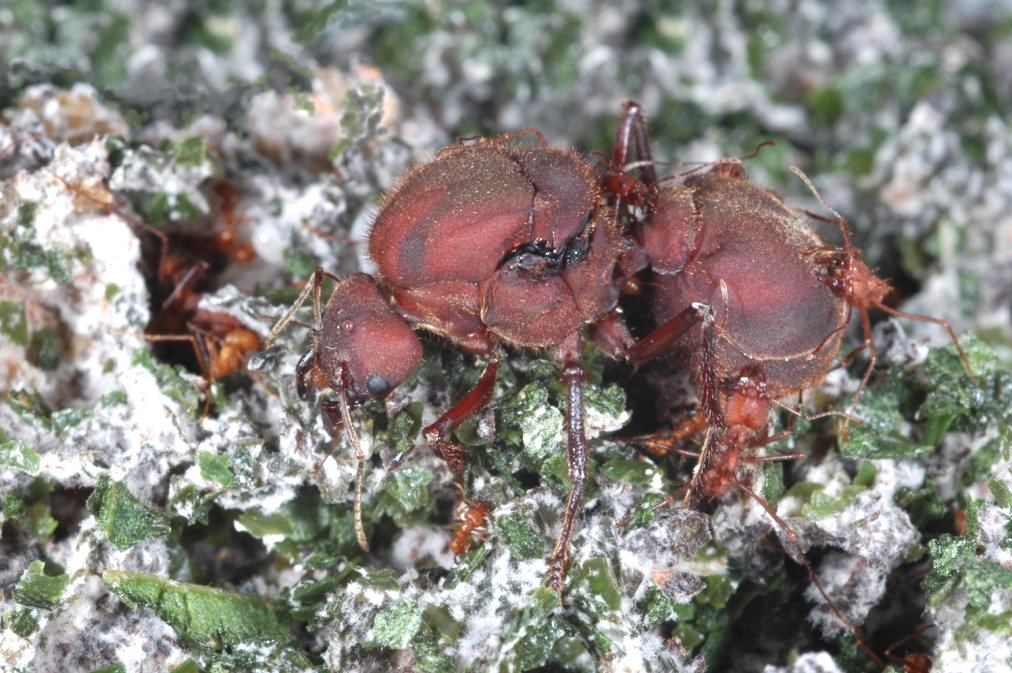
Матка муравьёв-листорезов Atta mexicana около грибницы вместе с мелкими с рабочими
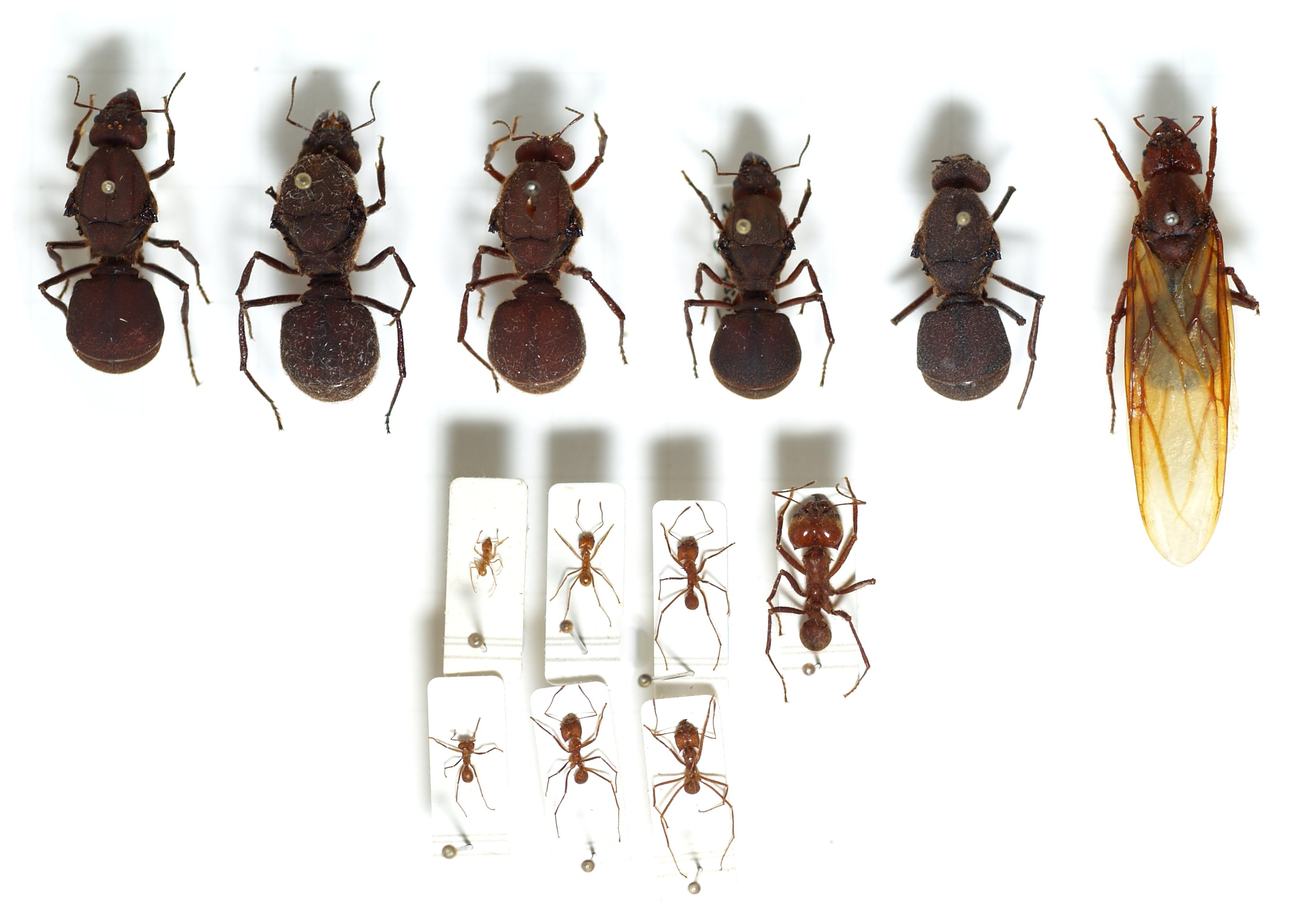
Сравнение муравьиных самок (верхний ряд) муравьёв-листорезов Atta cephalotes (матки и рабочие)
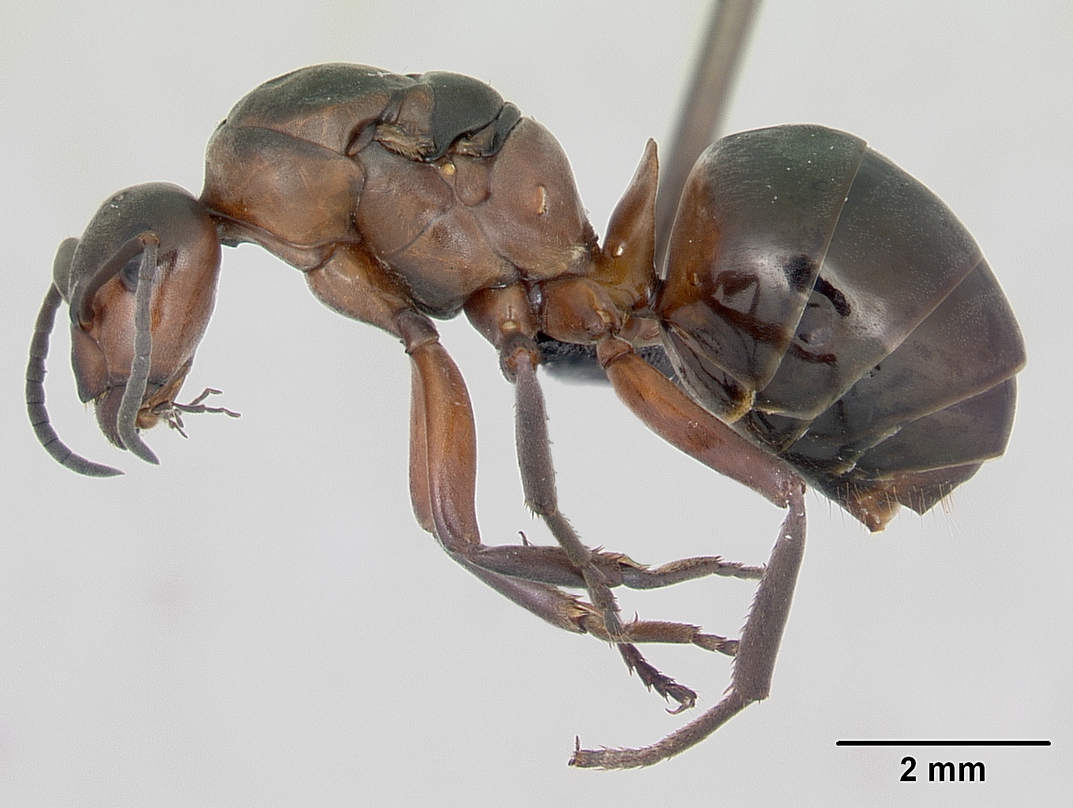
Рыжий лесной муравей (Formica rufa)
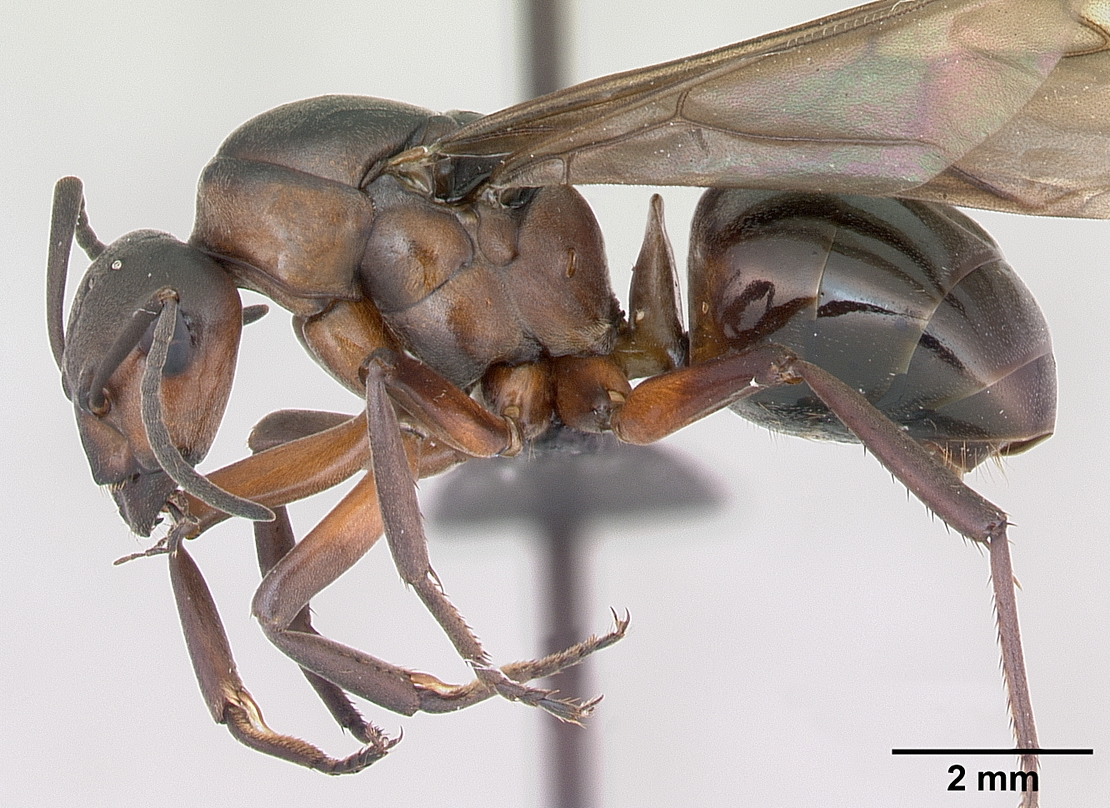
Крылатая молодая самка рыжего лесного муравья Formica rufa

## КастыLasius niger
Ниже показаны для сравнения различные касты чёрного садового муравья (Lasius niger).

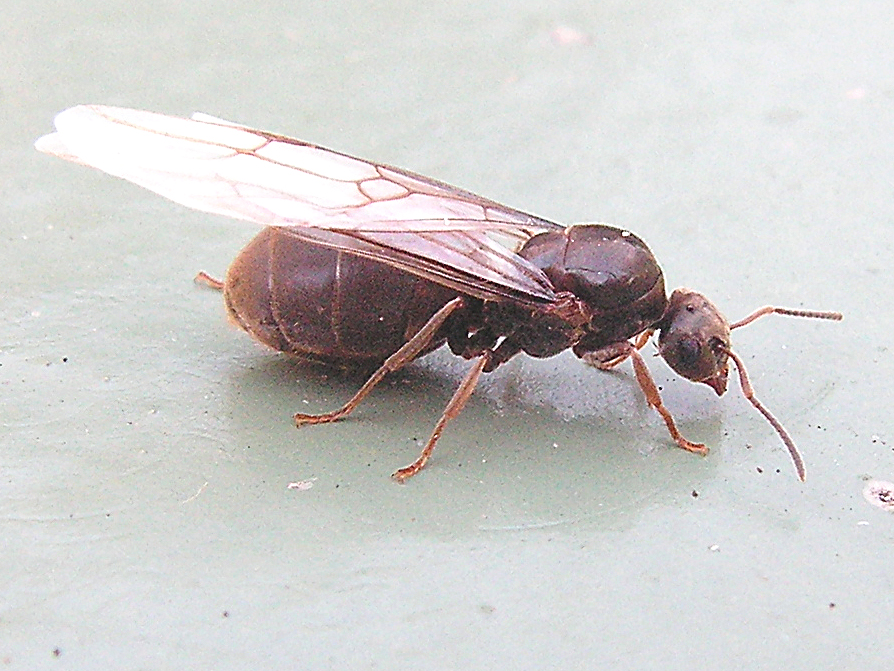
Молодая самка с крыльями
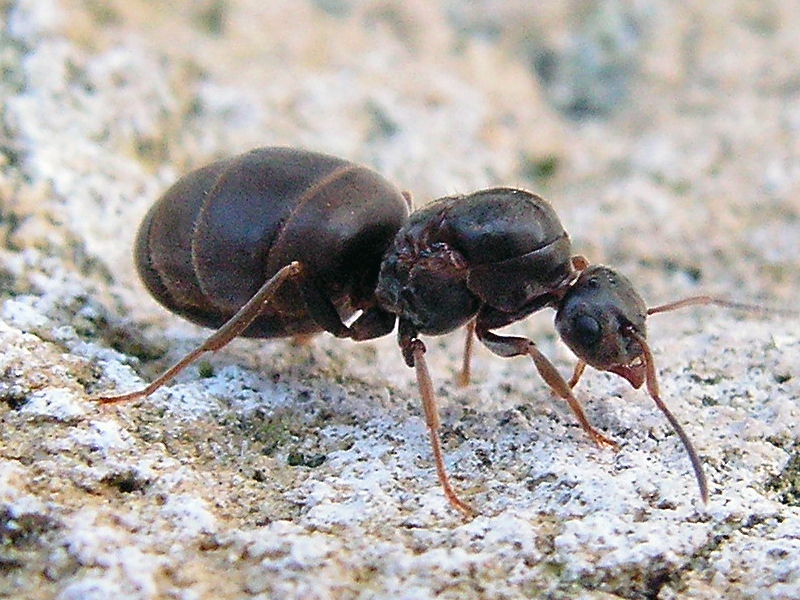
Самка, сбросившая крылья
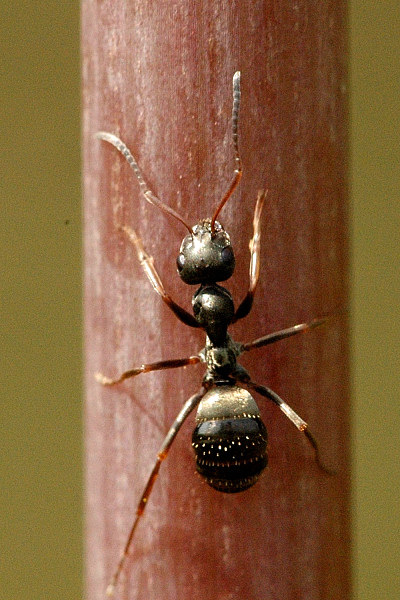
Рабочий муравей
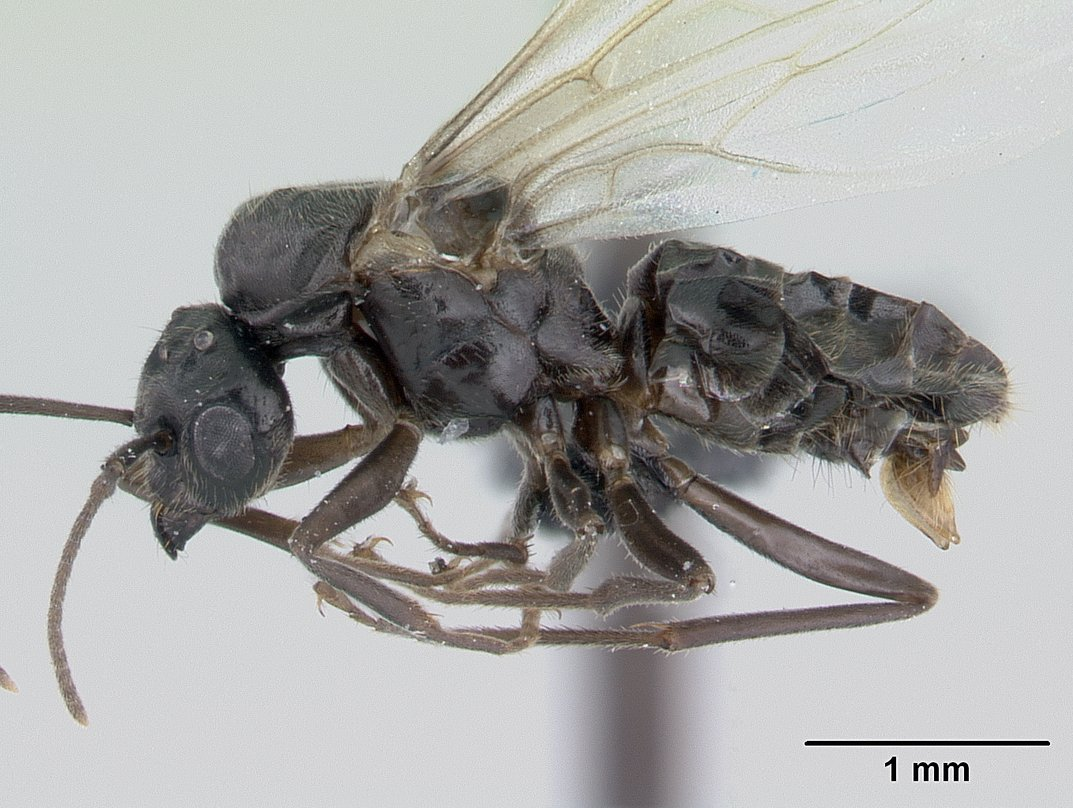
Крылатый самец

## Матка и другие касты кочевниковAenictus

A. laeviceps, матка и рабочий
A. congolensis, матка и рабочий